# Archidiecezja Trani-Barletta-Bisceglie
Archidiecezja Trani-Barletta-Bisceglie (wł. Arcidiocesi di Trani-Barletta-Bisceglie, łac. Archidioecesis Tranensis-Barolensis-Vigiliensis) – archidiecezja Kościoła łacińskiego w południowych Włoszech, w metropolii Bari-Bitonto w Apulii. Wywodzi się od powstałej w VI wieku diecezji Trani, która w XI wieku została podniesiona do rangi archidiecezji. Kolejne zmiany granic archidiecezji miały miejsce w latach 1547 i 1818, zaś w latach 1828, 1860 i 1986 modyfikacji ulegała jej pełna nazwa. Obecnie jest archidiecezją tytularną, nad którą nadzór metropolity sprawuje arcybiskup Bari-Bitonto.